# Швандова, Яна
Яна Швандова (чеш. Jana Švandová; 3 июля 1947, Прага, Чехословакия) — чешская и чехословацкая актриса

 театра, кино и телевидения.

## Биография
В 1971 году окончила Академию музыки имени Яначека в Брно. Получив стипендию, продолжила учёбу в Париже в течение шести месяцев. Затем играла на сцене театров в Ческе-Будеевице и Праге.
Дебютировала в кино в 1969 году. Сыграла в 138 кино-, телефильмах и сериалах. Занимается озвучание.

## Избранная фильмография

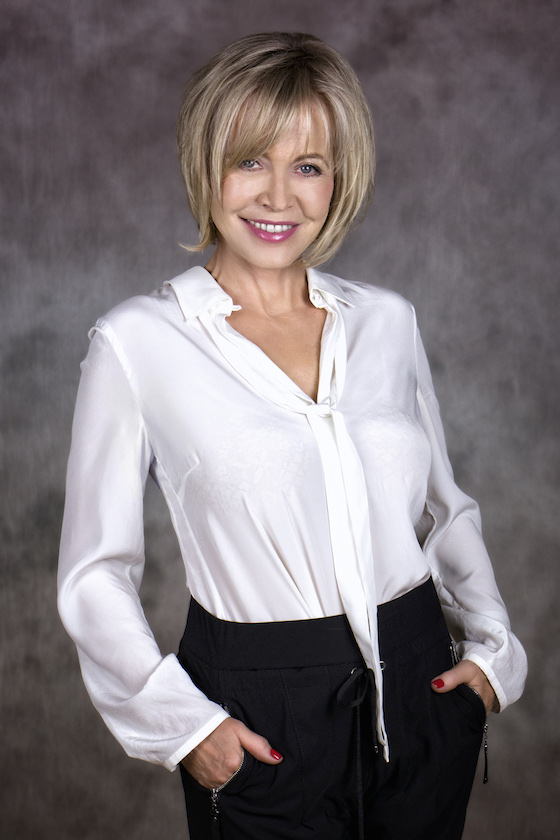

- 1973 — Влюблённые в году первом / Milenci v roce jedna — Яна
- 1975 — Покушение в Сараево / Sarajevský atentát
- 1976 — Русалочка / Malá mořská víla — Королева Золотого моря
- 1977 — Палитра любви / Paleta lásky — Фанинка, служанка, возлюбленная художника Йозефа Манеса
- 1991 – Проклятая любовь Лейзенбога / L’amour maudit de Leisenbohg (ТВ)
- 1995 — Сад / Záhrada — Тереза